# Reformierte Kirche (Hannover)

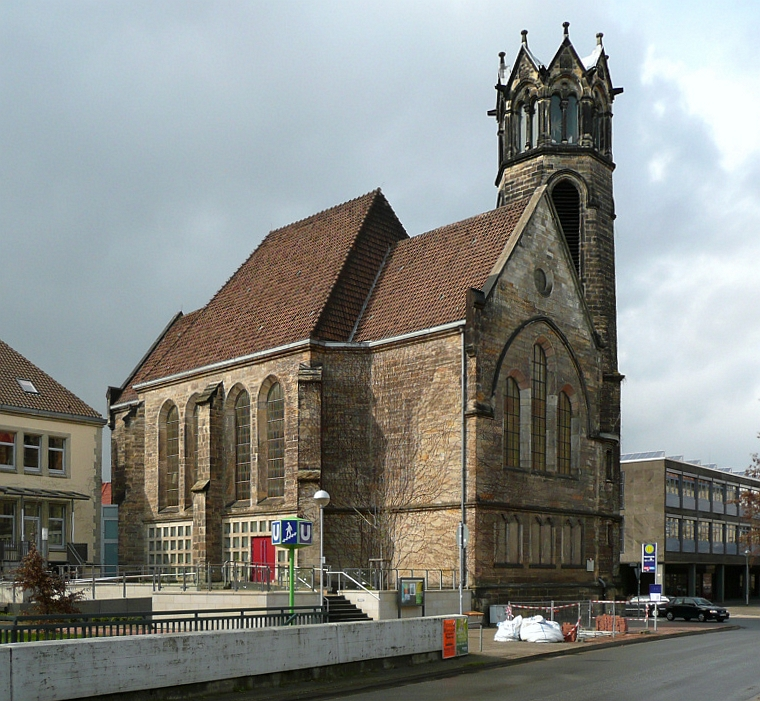
Reformierte Kirche von Süden

Die Reformierte Kirche ist eine evangelisch-reformierte Kirche im hannoverschen Stadtteil Calenberger Neustadt. Die Gemeinde gehört zur Evangelisch-reformierten Kirche. 

## Lage
Die Kirche befindet sich in der Lavesallee 4 gegenüber vom Niedersächsischen Landesarchiv Hannover sowie dem Landesumwelt- und Landesinnenministerium am Waterlooplatz.

## Geschichte

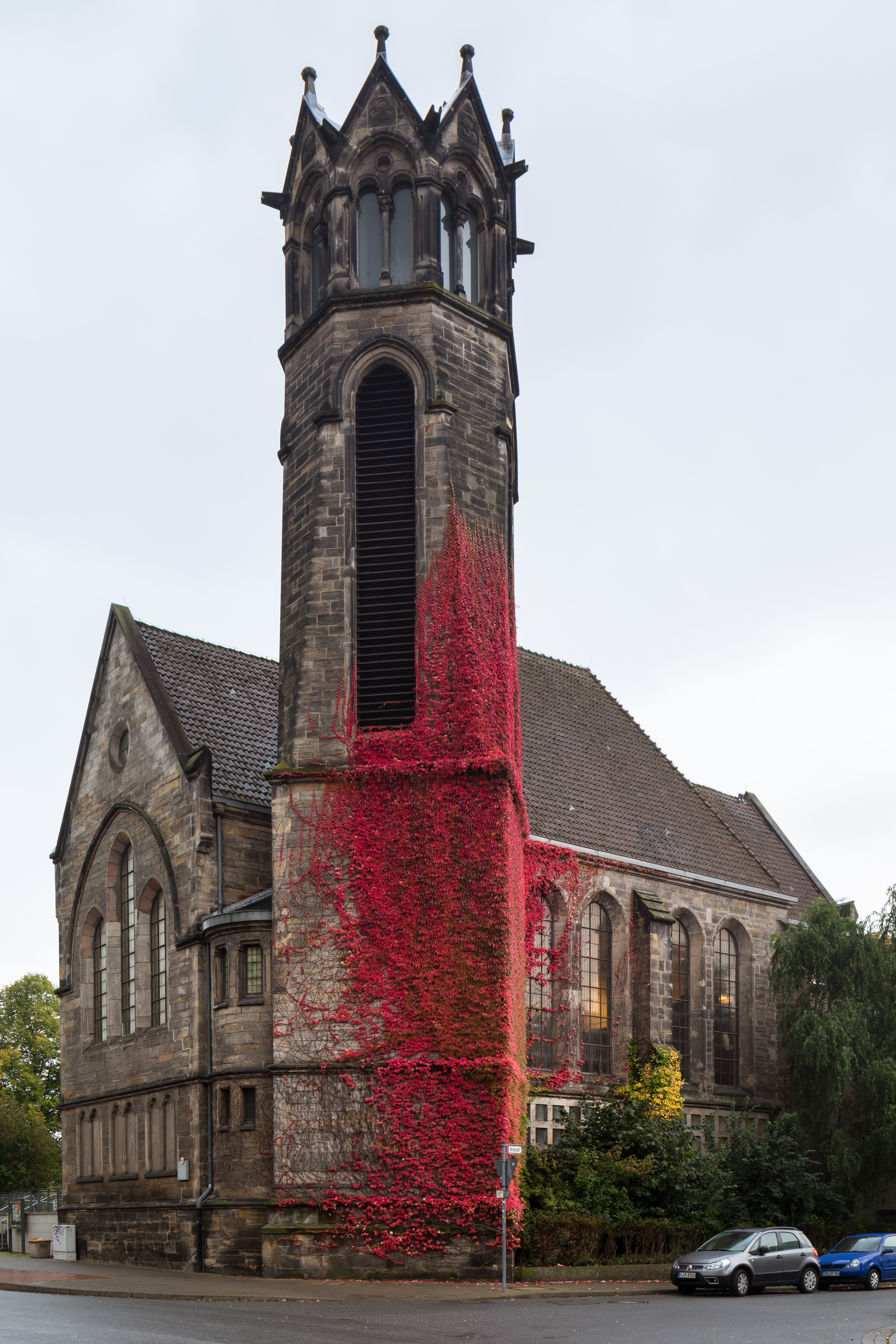
Ansicht der Nachkriegszeit von Norden

Nachdem im Fürstentum Calenberg die lutherische Reformation eingeführt war, legte ein städtisches Statut von 1588 fest, dass innerhalb der Mauern Hannovers nur Lutheraner wohnen durften. Diese Bestimmung galt jedoch nicht für die Calenberger Neustadt, die um die Mitte des 17. Jahrhunderts am linken Leineufer entstand. Dort siedelten sich Reformierte, Katholiken und Juden an und errichteten ihre Gotteshäuser.

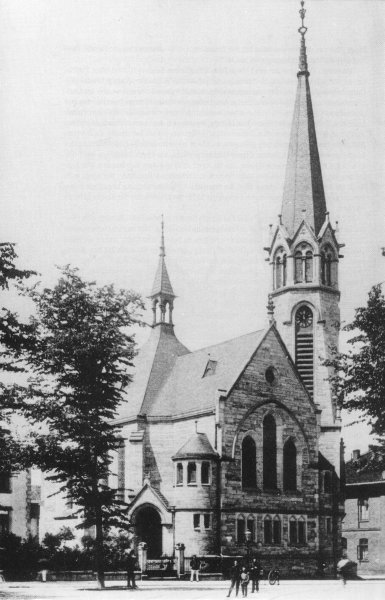
Die Kirche um 1900

Französische Hugenotten gründeten 1697, deutsche Reformierte 1703 ihre Gemeinde. Die deutsche reformierte Kirche wurde 1705 eingeweiht, maßgeblich gefördert von der reformierten Sophie von Hannover. Das Gotteshaus war gegen Ende des 19. Jahrhunderts so baufällig, dass ein Neubau nötig wurde.

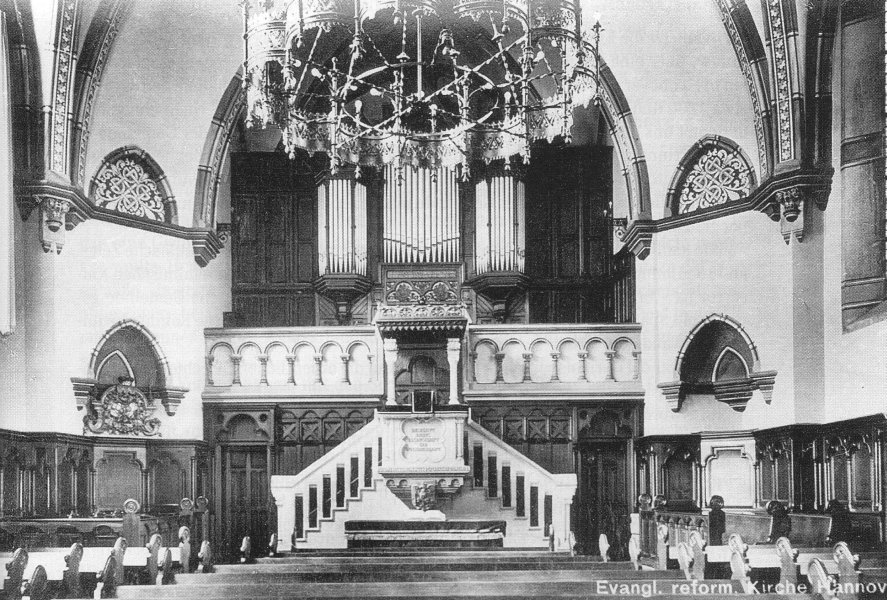
Innenraum vor der Kriegszerstörung

Die Kirche wurde im Jahr 1898 nach Plänen von Hubert Stier im neugotischen Stil errichtet. Die drei Turmglocken wurden von Queen Victoria gestiftet, da sie die Ururururenkelin Sophies von Hannover war. Victorias Neffe 2. Grades Ernst August von Hannover stiftete die Orgel. Ihr Enkel Wilhelm II. war jedoch der größte Gönner: Er finanzierte die Kirche großzügig und bestückte sie zudem mit einer Kanzel.
Die Kirche wurde im Oktober 1943 durch die Luftangriffe auf Hannover im Zweiten Weltkrieg bis auf die Außenmauern zerstört. Es dauerte bis elf Jahre nach Kriegsende, bevor die Kirche 1956 wiederaufgebaut wurde. Dieter Oesterlen rekonstruierte dabei nur den Außenbau nach dem Original. Der Innenraum wurde vollständig neu gestaltet. Der Boden wurde angehoben, sodass unter dem eigentlichen Kirchsaal ein Foyer und ein Gemeindesaal entstand. Der Eingang wurde von der Seite in die Mitte des Kirchenschiffes verlegt. Der Kirchturm trägt heute aus mahnenden und statischen Gründen keinen Helm.
Die heutige mechanische Orgel mit 15 Registern auf zwei Manualen und Pedal von 1962 auf der Empore im rückwärtigen Teil der Kirche stammt aus dem Hause Karl Schuke. Die Vorgängerorgel von 1898, vermutlich aus dem Haus Furtwängler & Hammer, wurde 1943 durch Kriegseinwirkung massiv beschädigt.
Im Kirchturm hängt ein dreistimmiges Glockengeläut. Die große und die kleine Glocke wurden 1897 von der Radlerschen Glockengießerei in Hildesheim gegossen und waren ein Geschenk der englischen Königin Victoria. Die mittlere Glocke wurde 1966 in der Glocken- und Kunstgießerei Rincker (Sinn/Hessen) als Ersatz für eine im Zweiten Weltkrieg zu Rüstungszwecken beschlagnahmte Glocke gegossen.
| Glocke | Name                | Gussjahr | Durchmesser | Gewicht | Schlagton | Inschrift                                                                         |
| ------ | ------------------- | -------- | ----------- | ------- | --------- | --------------------------------------------------------------------------------- |
| 1      | Victoria            | 1897     | 1529 mm     | 2022 kg | c'+6      | Ehre sei Gott in der Höhe und Friede auf Erden und den Menschen ein Wohlgefallen. |
| 2      | Sophie, die Jüngere | 1966     | 1261 mm     | 1183 kg | es'+6     | Alle Welt fürchtet den Herrn. - Nahet Euch zu Gott, so naht er sich euch.         |
| 3      | Friederike          | 1897     | 1019 mm     | 615 kg  | g'+1      | Oh Land, Land, Land, höre des Herrn Worte                                         |

## Die Gemeinde

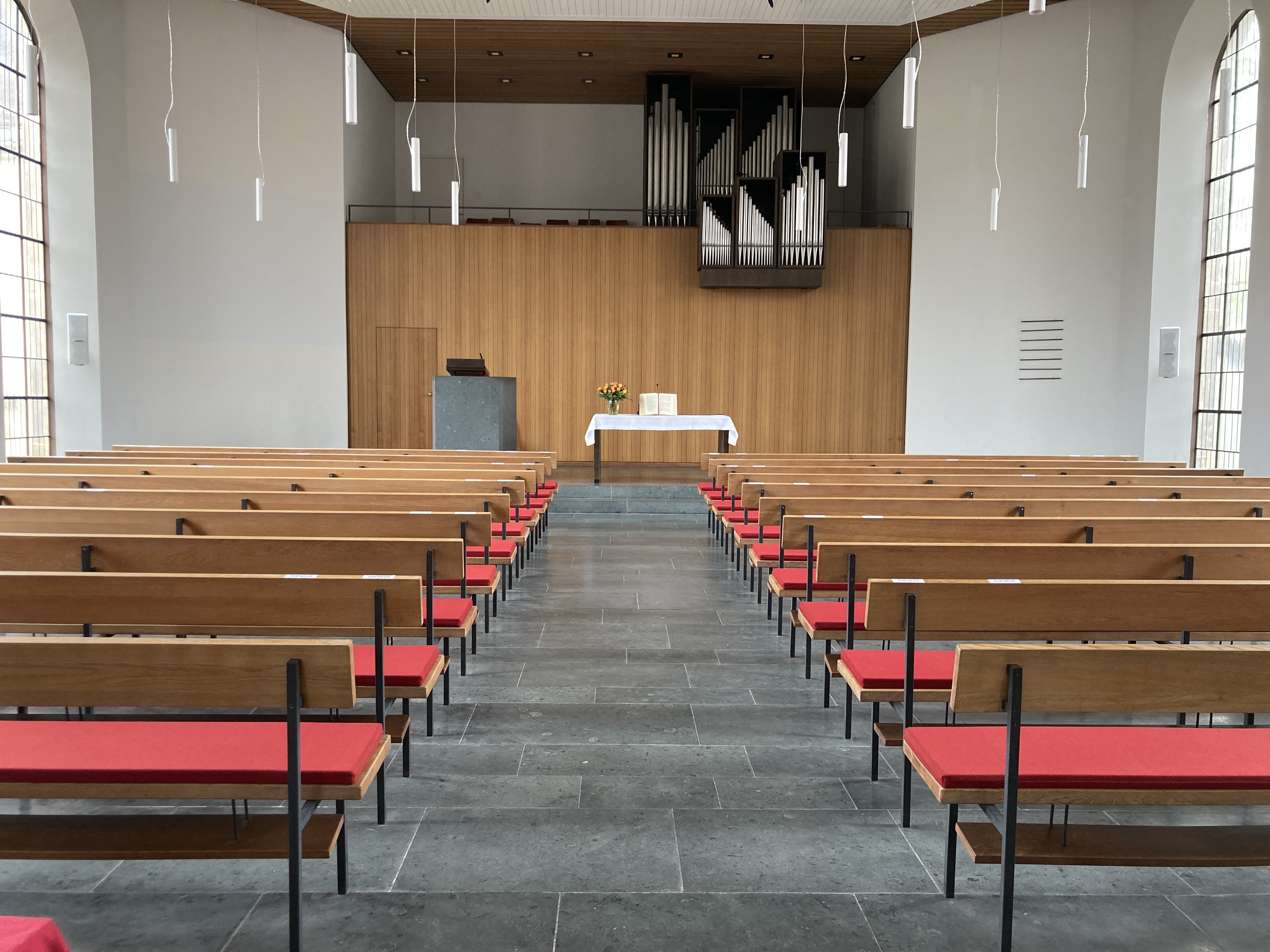
Innenansicht Kirchsaal heute mit Orgelempore

Die evangelisch-reformierte Kirchengemeinde hat ca. 4500 Gemeindeglieder, davon viele verstreut im Umland. Das Gemeindegebiet reicht von Laatzen südlich von Hannover bis nach Kirchweyhe bei Bremen und vom Landkreis Diepholz bis nach Burgdorf bei Hannover. Wichtigster Treffpunkt der Gemeinde ist der Sonntagsgottesdienst.
In den Gemeinderäumen trifft sich auch die ungarische evangelische Gemeinde. Am zweiten und vierten Sonntag des Monats wird ein englischsprachiger Gottesdienst gefeiert.
Der Gemeindeaufbau und der Gottesdienst ist geprägt durch die Lehren von Calvin und Zwingli. Der Kirchsaal zeichnet sich durch extreme Schlichtheit aus und enthält keine Bilder gemäß dem Gebot „Du sollst Dir kein Bildnis machen“ (2. Mose 20,4 ). Die Gottesdienstliturgie ist ebenfalls schlicht. Psalmen als Lied oder Lesung haben einen festen Platz im Gottesdienst. Kerzen und Darstellung eines Kreuzes sind nicht üblich. Reformierte Kirchen haben keinen Altar, sondern einen Abendmahlstisch.
Seit 2019 bietet die Gemeinde in ihren Räumen in den Wintermonaten die Ökumenische Essenausgabe in Kooperation mit dem Diakonischen Werk und anderen Kirchengemeinden an. Menschen mit geringen Einkommen oder ohne festen Wohnsitz erhalten hier werktags eine warme Mahlzeit.

## Nachweise
1. ↑  Orgeldatenbank orgel-verzeichnis.de
2. ↑  Glockendatenbank createsoundscape.de

Koordinaten: 52° 22′ 9,6″ N, 9° 43′ 46,2″ O